# Ofenring

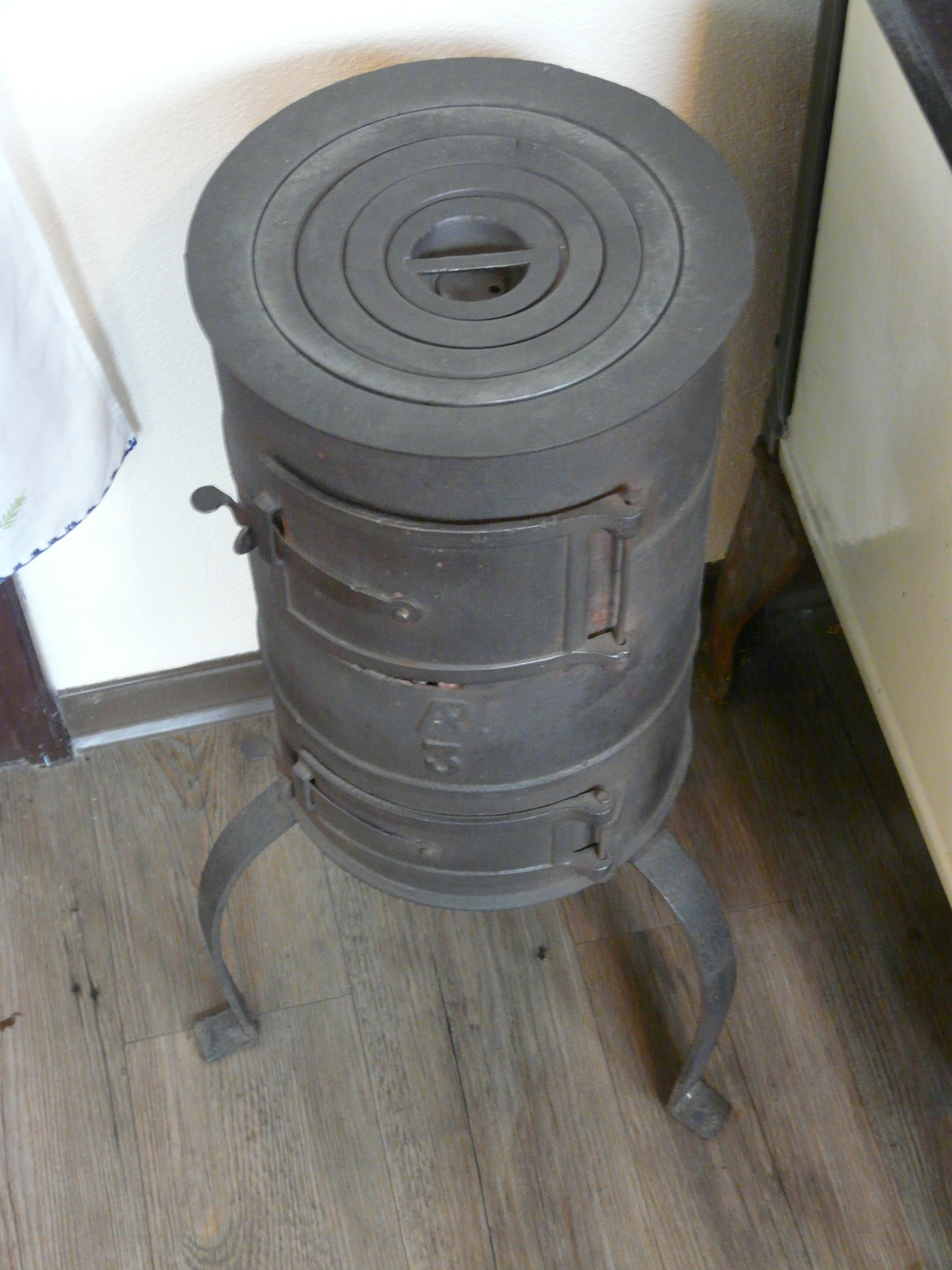
Eine mit Ofenringen abgedeckte Kochstelle

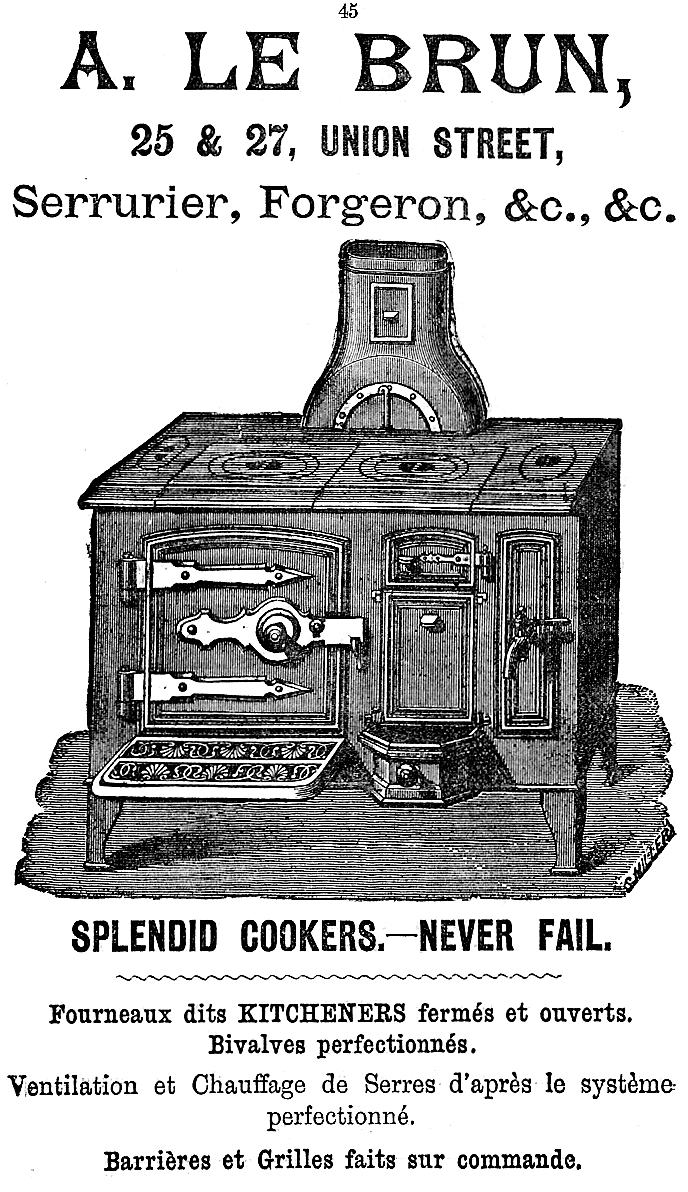
Die Kochstellen des Kohleofens sind mit Ofenringen verschiedenen Durchmessers abgedeckt.

Ein Ofenring ist ein flacher, gusseiserner Ring zur Verkleinerung einer runden Öffnung über dem Feuer eines Kohleherdes. Jeder Ring ist außen unten und innen oben abgeflacht, damit man die Ringe ineinander legen kann und damit die obere Fläche eben ist für Töpfe und Pfannen. In den innersten Ring kann man eine Kreisscheibe legen. Diese hat eine Querstange über einer Vertiefung, sodass man sie mit einem Schürhaken herausheben kann.
Wenn man alle Ofenringe entfernte, konnte man in die Öffnung ein spezielles Waffeleisen einsetzen.